# Pucciniomycetes
Classe
Les Pucciniomycetes sont une classe de champignons basidiomycètes qui parasitent de nombreux végétaux.
Cette classe comprend 5 ordres, 21 familles, 190 genres et 8016 espèces, parmi lesquelles de nombreux champignons phytopathogènes responsables de rouilles cryptogamiques.

## Liste des ordres
Selon Catalogue of Life (24 novembre 2014) :
- ordre des Helicobasidiales
- ordre des Pachnocybales
- ordre des Platygloeales
- ordre des Pucciniales
- ordre des Septobasidiales